# 小行星6476
小行星6476是一颗围绕太阳公转的小行星。1987年11月15日，茲丹卡·瓦弗洛娃在克萊季发现了此天体。
这颗小行星的绝对星等为272.97828470等。